# Wisła Płock 2020-2021
Questa voce raccoglie le informazioni riguardanti il Wisła Płock nelle competizioni ufficiali della stagione 2020-2021.

## Rosa
| N. |                       | Ruolo | Calciatore           |
| -- | --------------------- | ----- | -------------------- |
| 1  | Polonia (bandiera)    | P     | Krzysztof Kamiński   |
| 2  | Polonia (bandiera)    | D     | Damian Michalski     |
| 3  | Serbia (bandiera)     | D     | Milan Obradović      |
| 5  | Polonia (bandiera)    | D     | Bartłomiej Sielewski |
| 6  | Polonia (bandiera)    | C     | Damian Rasak         |
| 7  | Polonia (bandiera)    | D     | Piotr Tomasik        |
| 8  | Polonia (bandiera)    | A     | Patryk Tuszyński     |
| 9  | Polonia (bandiera)    | A     | Dawid Kocyła         |
| 10 | Georgia (bandiera)    | C     | Giorgi Merebashvili  |
| 11 | Polonia (bandiera)    | A     | Piotr Pyrdoł         |
| 13 | Polonia (bandiera)    | P     | Karol Szymkowiak     |
| 14 | Polonia (bandiera)    | C     | Mateusz Szwoch       |
| 15 | Slovacchia (bandiera) | D     | Kristián Vallo       |
| 16 | Polonia (bandiera)    | A     | Bartosz Zynek        |
| 17 | Polonia (bandiera)    | C     | Hubert Adamczyk      |
| 18 | Polonia (bandiera)    | D     | Alan Uryga           |
| 19 | Spagna (bandiera)     | A     | Airam Cabrera        |
| 20 | Slovenia (bandiera)   | A     | Luka Šušnjara        |

| N. |                       | Ruolo | Calciatore           |
| -- | --------------------- | ----- | -------------------- |
| 21 | Polonia (bandiera)    | C     | Rafał Wolski         |
| 23 | Slovacchia (bandiera) | C     | Filip Lesniak        |
| 24 | Spagna (bandiera)     | D     | Ángel García         |
| 25 | Polonia (bandiera)    | D     | Jakub Rzeźniczak     |
| 26 | Irlanda (bandiera)    | A     | Cillian Sheridan     |
| 27 | Norvegia (bandiera)   | A     | Torgil Øwre Gjertsen |
| 31 | Polonia (bandiera)    | P     | Bartłomiej Żynel     |
| 32 | Polonia (bandiera)    | C     | Fryderyk Gerbowski   |
| 33 | Polonia (bandiera)    | D     | Damian Zbozień       |
| 37 | Polonia (bandiera)    | A     | Mateusz Lewandowski  |
| 44 | Spagna (bandiera)     | D     | Julio Rodríguez      |
| 74 | Polonia (bandiera)    | C     | Jakub Witek          |
| 77 | Polonia (bandiera)    | A     | Kacper Rogoziński    |
| 89 | Polonia (bandiera)    | C     | Aleksander Pawlak    |
| 94 | Montenegro (bandiera) | C     | Dušan Lagator        |
| 96 | Polonia (bandiera)    | C     | Wojciech Szumilas    |
| 99 | Polonia (bandiera)    | P     | Bartłomiej Gradecki  |